# Liam Mellows
Liam (William Joseph) Mellows en irlandés: Liam Ó Maoilíosa, 25 de mayo de 1892 – de 8 de diciembre de 1922) fue un político republicano y miembro del Sinn Féin. Nacido en Inglaterra de padre militar del Ejército británico, Mellows creció entre Ashton-under-Lyne, Dublín, Cork y Wexford (de donde era su madre). Estuvo en activo con la Hermandad Republicana Irlandesa y los Voluntarios Irlandeses, y participó en el Alzamiento de Pascua en el condado de Galway, y en la Guerra de Independencia. Elegido como TD al Primer Dáil, se opuso al Tratado anglo-irlandés y fue capturado por fuerzas pro-Tratado durante la guerra civil irlandesa. Mellows fue ejecutado por el ejército del Estado Libre Irlandés en 1922.

## Carrera

### Primeros años
Mellows nació en el Cuartel Militar de Hartshead, Ashton-under-Lyne, Lancashire, Inglaterra, hijo de William Joseph Mellows, un suboficial del Ejército británico, y Sarah Jordan, de Inch, en el Condado de Wexford.  Su familia se mudó a 10 Annadale Avenue, Fairview, Dublín, en febrero de 1895 cuando el Sargento Mellows fue transferido allí; sin embargo, Liam se fue a vivir a Wexford con su abuelo Patrick Jordan debido a su mala salud. Asistió a la escuela militar en el Cuartel Wellington en Cork y la Escuela Portobello Garrison en Dublín, pero finalmente rehusó seguir la carrera militar, lo que decepcionó a su padre, trabajando como oficinista en varias empresas de Dublín, incluyendo los Junior Army & Navy Stores de D'Olier Street.

### Entrada en Política
Nacionalista desde muy joven. Compró una bicicleta cuando vivía en 21 Mont Shannon Road, Dublín. En 1911 se hizo con una copia de Irish Freedom y entró en contacto con Thomas Clarke en su tienda, que le reclutó para Fianna Éireann, una organización de jóvenes republicanos. Conoció también al secretario Patrick O'Ryan, Con Colbert, e Eamon Martin, del que sería amigo toda la vida. En la siguiente reunión, todos los hermanos de Mellows se unieron al grupo. El 7 de abril de 1911 juró su ingreso en la clandestinidad por la Hermandad Republicana Irlandesa. Mellows fue propuesto para el cargo de Organizador e instructor itinerante. Fundó el Sluagh en Dolphins Barn, Co Wexford, que fue éxito. Estableció más Sluagdste en Ferns y Enniscorthy en Pascua de 1912. Mellows se desplazaba en bicicleta a todas partes, lo que era barato y conveniente; fue promovido a Capitán por Ard Choisde. En junio de 1913, Mellows estaba en el Centro de la IRB en Waterford con Liam Walsh en la Gaelic League Room, Williams street.

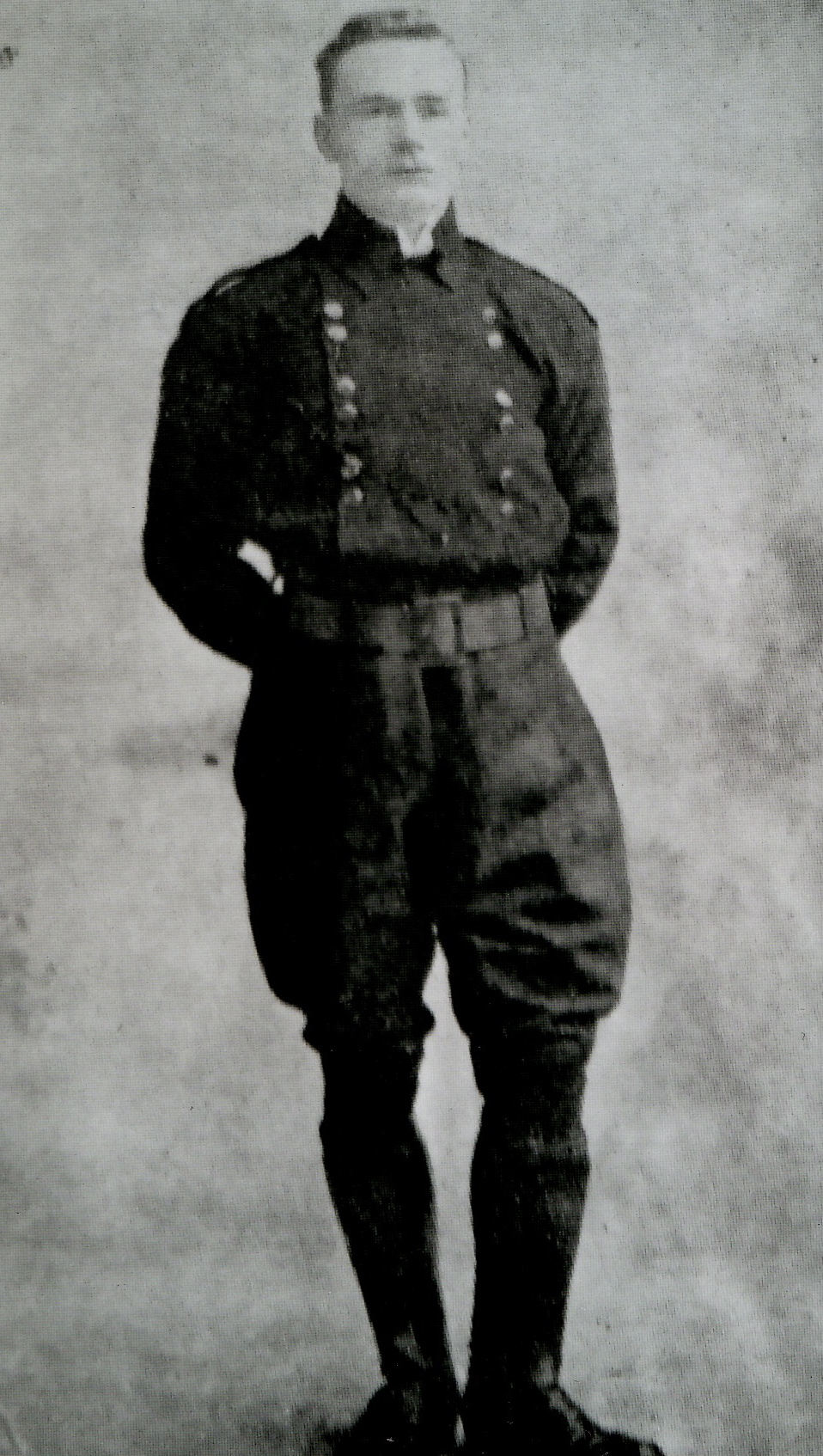
Mellows en uniforme

Mellows organizaba deportes en Tuam, en septiembre de 1913, cuando presentado al socialista James Connolly en la residencia de la Condesa Markievicz, donde Connolly se recuperaba después de su huelga de hambre. Connolly quedó profundamente impresionado y dijo su hija Nora 'he encontrado un hombre de verdad'.  Mellows fue llamado a Dublín el 25 de noviembre de 1913. Estuvo activo en la IRB y fue miembro fundador de los Voluntarios Irlandeses, formando parte de su Comité Organizador para fortalecer la representación de los Fianna. Recibió trabajo a tiempo completa a razón de 30 s. p. por semana. Se unió a Eamon Ceannt y Sir Horace Plunkett en el Comité Provisional apoyando la opción parlamentaria defendida por Roger Casement. Pero como empleado tuvo que aceptar a los candidatos Redmonditas; a pesar de haber votado contra la política probritánica de los Nacionalistas.
Fue arrestado y encarcelado en varias ocasiones por aplicación del Acta de Defensa del Reino. El 1 de agosto su compañía estaba recibiendo un cargamento de armas de Howth a Dublín, cuando fueron disparados por la RIC en Clontarf. Esa noche, De Valera le llevó en automóvil a Kilcoole. Las pistolas fueron cargadas en un charabanc en Bray por la noche y luego distribuidas en Dublín de una flota de taxis. Fue enviado a Galway, y creó su base en Athenry. Allí conoció a Sean MacDiarmada y fue nombrado interventor electoral en Tuam. El domingo 18 de mayo de 1915, estaban en una concentración contra el reclutamiento cuando fueron arrestados por el Inspector Comerford. MacDiarmada fue registrado y le encontraron una agenda con información sobre la IRB. Fue sentenciado a 6 meses.  Mellows escapó y comenzó un grupo de entrenamiento en Kynoch  Fort, sur de Galway reclutando hombres de los alrededores. El 1 de julio fue arrestado en Courttown Harbour y sentenciado a 3 meses. Ambos hombres fueron enviados a la cárcel de Mountjoy. Meses más tarde, Mellows estaba con los voluntarios en Tullamore, cuando fueron atacados por ametralladoras, y tuvo que huir por los tejados y en motocicleta; Mellows regresó para enviar una carta que protegiera a sus camaradas. Una semana más tarde fue arrestado en la casa de Julia Morrissey. Los británicos le trasladaron en tren a la Prisión de Arbour Hill, antes de ser embarcado a Inglaterra, y Leek.

### Levantamiento de Pascua de 1916
Tras escapar de la cárcel de Reading, Mellows regresó a Irlanda para dirigir la "División Occidental" (en el oeste de Irlanda) del IRA durante el Alzamiento de Pascua de 1916. Estaba al frente de aproximadamente 700 Voluntarios en una serie de ataques fallidos contra las comisarías de la Royal Irish Constabulary en Oranmore, y Clarinbridge en elcondado de Galway tomando sobre la ciudad de Athenry.  Sin embargo, sus hombres estaban mal armados y abastecidos y se dispersaron después de una semana, cuando tropas británicas y el crucero Gloucester fueron enviados en su persecución. En el periodo posterior a la Revuelta, unos trescientos Voluntarios de Galway fueron deportados a prisiones en Inglaterra y Escocia.
Tras el fracaso del levantamiento, Mellows huyó a los Estados Unidos, donde fue arrestado y detenido sin juicio en la prisión de "Las Tumbas", Nueva York, acusado de intentar ayudar a los alemanes en la Primera Guerra Mundial. Esta detención se produjo en el marco de incidentes como las explosiones de Black Tom y Kingsland, cuando agentes alemanes habían bombardeado puertos americanos neutrales e instalaciones industriales.
Tras su liberación en 1918, trabajó con John Devoy y ayudó a organizar la visita de Éamon de Valera para conseguir financiación en 1919–1920. Regresó a Irlanda para convertirse en el "Director de Aprovisionamientos" del IRA durante la Guerra irlandesa de Independencia, responsable de la compra de armas. En las elecciones generales de 1918, fue elegido al Primer Dáil como candidato de Sinn Féin por East Galway y North Meath. (Según ley del Reino Unido, estas eran circunscripciones de Westminster  pero el Sinn Féin no las reconoció como tales, sino que las incorporó al Dáil).

## Oposición al Tratado
Mellows consideró la firma del Tratado Anglo-Irlandés como  una traición a la República irlandesa, afirmando, en los Debates del Tratado de 1921–22:
 No buscamos hacer de este país un país materialmente grande a expensas de su honor en ningún sentido. Preferiríamos tener un país pobre e indigente, preferiríamos que el pueblo de Irlanda tuviera una existencia pobre; en tanto en cuanto fueran dueños de sus almas, sus mentes y su honor.
Se convocó una conferencia privada de nueve TD el 5 de enero de 1922 para resolver la disputa y conseguir un frente unificado por compromiso. Los otros cuatro anti-Tratadistas dijeron que había habido acuerdo pero Mellows  no, y sería considerado por los pro-Tratadistas como uno de sus más implacables adversarios. Al día siguiente el Dáil votó la aprobación del Tratado por mayoría de 64 a 57.  Los detalles sobre la conferencia privada y las sesiones a puertas cerradas del Dáil no serían hechos públicos hasta los años 1970.
Escribió un programa social basadado en el Programa Democrático del Dáil de 1919 con el objetivo de lograr el apoyo popular para la causa anti-Tratado.

## Guerra civil
Mellows fue uno de los más estridentes TDs en los prolegómenos de la guerra civil irlandesa. 
En junio de 1922, él y sus correligionarios republicanos Rory O'Connor, Joe McKelvey y Richard Barrett, (entre otros) entraron en Four Courts, que había sido ocupado por fuerzas anti-Tratado desde abril. Fueron bombardeados por las fuerzas pro-Tratado del Estado Libre y se rindieron después de dos días. Mellows pudo escapar junto con Ernie O'Malley, pero rehusó (ver batalla de Dublín).
Encarcelado en Mountjoy Gaol, Mellows, O'Connor, McKelvey y Barrett fueron fusilados el 8 de diciembre de 1922, en represalia para el asesinato del TD Seán Hales. Estas ejecuciones y sus efectos en sus colegas presos son descritos por Peadar O'Donnell en su obra The Gates flew open.

## Ideología
En 1922 El Partido Laborista irlandés publicó póstumamente un documento titulado "Liam Mellow's Jail Programme, basado en notas que Mellows deslizó fuera de la prisión tras ser capturado por el Estado Libre irlandés. En este documento, Mellows perfila un programa de 10 puntos que el IRA anti-Tratado adoptaría en 1922:
1. Propiedad y control de todas las industrias  pesadas por el estado en beneficio del pueblo.
2. Propiedad completa del sistema de transporte por el estado
3. Propiedad estatal de todos los bancos
4. Confiscación de todas las grandes propiedades y explotaciones, sin compensación a la aristocracia terrateniente y distribución de la tierra entre los campesinos sin tierras y peones agrícolas. Elección de representantes de Consejos Representativos de estas dos clases para distribuir y controlar la tierra. Abolición de todas las  formas de arrendamiento y endeudamiento tanto a propietarios privados como al estado. Cancelación de todas las  deudas e hipotecas.
5. Reducción de la duración de la jornada laboral.
6. Control de condiciones de las fábricas, que serían establecidas por un órgano conjunto en el que estuvieran representados los sindicatos afectados y el estado
7. Municipalización de todos los servicios  públicos: Tranvías, luz, calor, agua, etc y uso libre por los trabajadores
8. Reparto de todos los alojamientos disponibles y abolición de los alquileres
9. Retribución a los parados según las condiciones de sus sindicatos hasta que se pueda proporcionar empleo.
10. Entrega de armamento a todos los trabajadores del país para que puedan defender sus derechos[11]

En un artículo publicado en An Phoblacht en enero de 2010, el miembro del Sinn Feinn Eoin O'Broin discutía las posiciones marxistas de Mellows. En el artículo, O'Broin cita las "notas de prisión" de Mellows en las que éste aplica la teoría marxista a Irlanda y aboga por el establecimiento de una "República Popular". O'Broin concluye el artículo sugiriendo que Sinn Féin debería asumir estas posiciones.

## Conmemoración

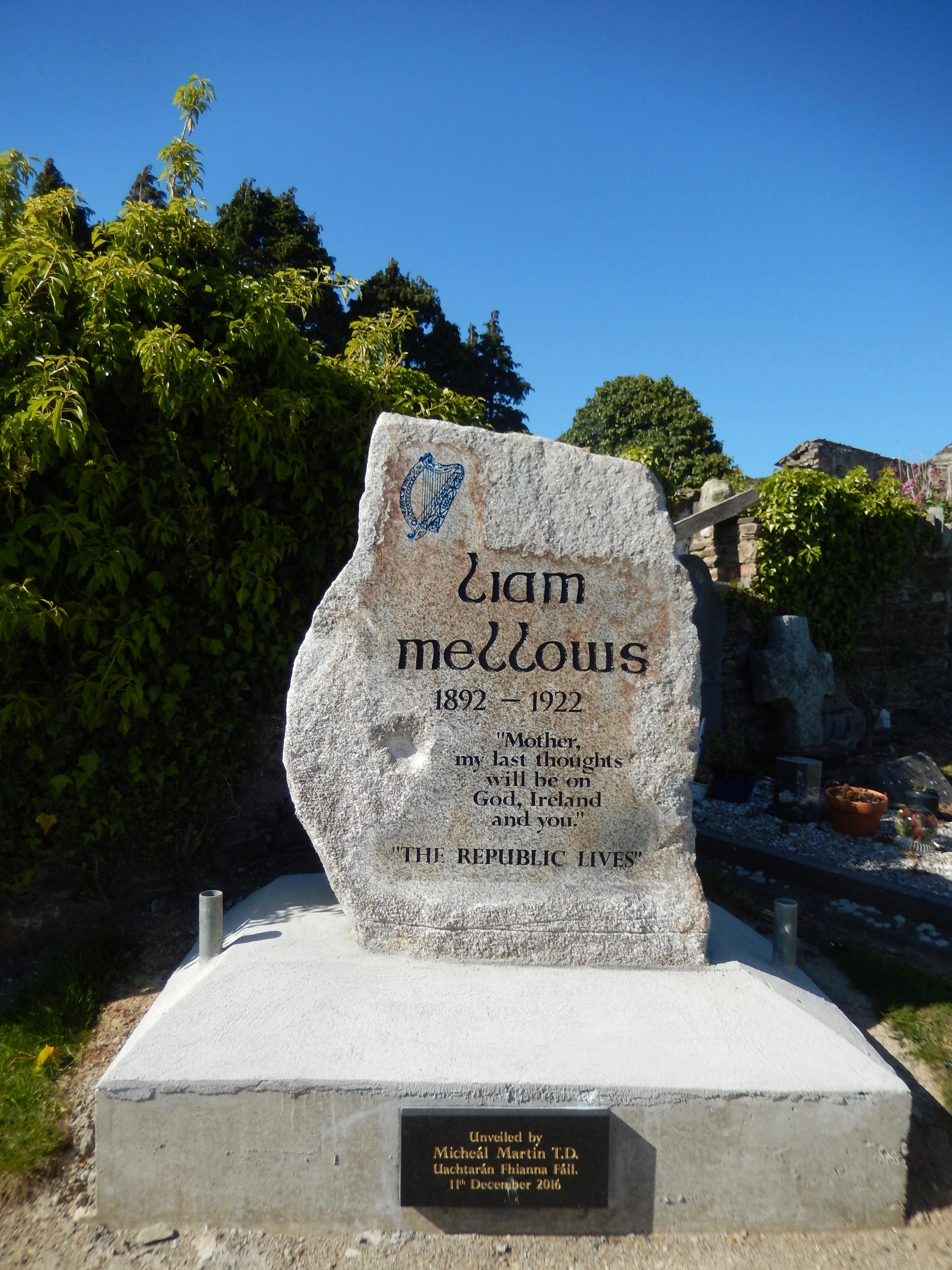
Lápida de Liam Mellows descubierta en 2016

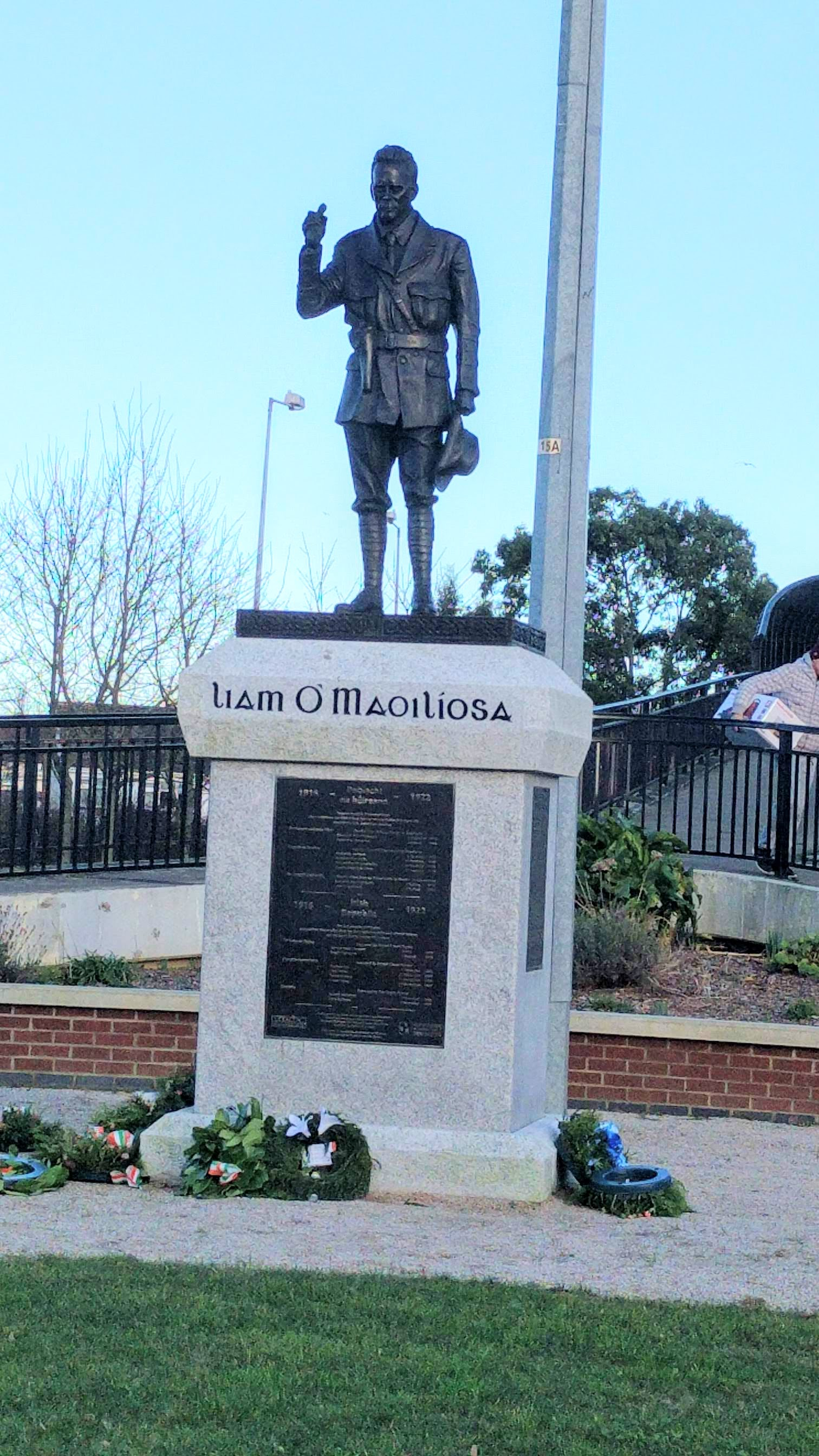
Monumento a Liam Mellows descubierto en 2019

Existen estatuas de Mellows en Eyre Square en Galway, en el nombre oficial del cuartel de las Fuerzas de Defensa Irlandesas en Renmore (Dún Úi Maoilíosa) y en el llamado Mellows Bridge en Dublín. Es también conmemorado en los nombres de dos clubes de la GAA (uno en Galway, y Castletown Liam Mellows GAA en Wexford), y por el Unidare RFC en Ballymun y su "Liam Mellows Perpetual Cup".
Mellows está enterrado en el cementerio de Castletown, Condado Wexford, cerca de Arklow. Una ceremonia anual se celebra ante su tumba. La Avenida Liam Mellows de Arklow lleva su nombre en su honor, al igual que la Calle Liam Mellows en Tuam, Condado Galway, Parque Liam Mellows en Renmore, Galway y Wexford, y Mellowes (sic) Road en Finglas, Dublín.
En 2016, el líder de Fianna Fáil Micheál Martin TD descubrió una lápida nueva para Mellows.
En diciembre de 2019, una estatua conmemorativa fue descubierta en Finglas, Dublín.

## Lectura complementaria
- Conor McNamara, 'Liam Mellows, Soldier of the Irish Republic, Selected Writings 1914-22' (Irish Academic Press, 2019).
- Greaves, C. Desmond. 2004 [New edition]. Liam Mellows and the Irish Revolution. Belfast: Foilseacháin an Ghlór Gafa. ISBN 1-905007-01-9.
- Dáil Treaty Debates Archivado el 19 de noviembre de 2007 en Wayback Machine.
- Photo of Mellowes 1922
- 'Fleshpots of Empire' speech (see above) 4 de enero de 1922

- Datos: Q1785555
- Multimedia: Liam Mellows / Q1785555